# Castillo de Bejís
El llamado castillo de la Orden de Calatrava o castillo de Bejís, es un monumento catalogado como Bien de Interés Cultural, según consta en la Dirección General de Patrimonio Cultural de la Generalidad Valenciana. Presenta anotación ministerial número RI-51-0009597 y fecha de anotación 11 de febrero de 1997.
El castillo se sitúa en el término municipal de Bejís, en la comarca del Alto Palancia, en la provincia de Castellón, a unos 800 metros de altitud, lo que le daba una localización estratégica en el camino que unía Valencia y Aragón, pasando por Liria. Pese a no estar situado en la zona de mayor altura, su emplazamiento era muy idóneo, ya que contaba con defensas naturales en gran parte del recinto, al encontrarse rodeado de precipicios y de permitir el control del agua de la zona, ya que los ríos Palancia y Canales confluyen a una corta distancia.

## Historia
Hay restos cerámicos íberos y romanos en la zona del castillo, lo que atestiguaría la existencia de asentamiento humano en el lugar desde muy antiguo. También se encontraron monedas romanas de la época Imperial, quizás por ello, tradicionalmente se le ha atribuido un origen romano, sufriendo sucesivas modificaciones a lo largo de su historia y conforme era conquistado por musulmanes y cristianos y utilizado para sus respectivas necesidades bélicas.
El castillo fue conquistado por los musulmanes en 1227-1228 documentado en una epístola del Secretario de Cancillería Ibn cAmīra.
Fue reconquistado por las tropas cristianas del rey Jaime I de Aragón en 1228, y cedido por éste a la Orden de Calatrava, pudiéndose ver todavía en un desgastado sillar de entre sus ruinas, un escudo de la orden. Durante la Edad Media debió de ser poco utilizado para confrontaciones bélicas.
Más tarde, en tiempos de Carlos I de España pasó a la Corona y en tiempos de Isabel II de España, y con el título de Encomienda, perteneció al infante D. Francisco de Paula. En el siglo XVI, el castillo fue objeto de numerosas reconstrucciones y reformas así como de trabajos de refortificación. En siglos venideros fue escenarios de conflictos bélicos como la Guerra de Sucesión, momento en el que el castillo albergó un importante contingente militar. Durante la Primera Guerra Carlista (1833-1840) los partidarios del infante Carlos María Isidro de Borbón se hicieron fuertes en el castillo, siendo derrotados por las tropas isabelinas el 22 de mayo de 1840 después de cruentos combates que volverían a repetirse un siglo después durante la Guerra Civil Española.

## Descripción
Se trata de un castillo de tipo montano, con planta irregular adaptada a la topografía del lugar y actualmente consta del cuerpo principal y un extenso albacar dividido en dos sectores que en parte lo circundan y defienden. La torre del homenaje se alzaba en el centro del recinto y era utilizada como fortaleza interior así como residencia del alcaide.
Excavaciones arqueológicas realizadas han permitido datar la ocupación del castillo al menos desde la Edad de Bronce
Los materiales de construcción empleados fueron mampostería y argamasa, reforzados con sillares en las esquinas. Las rondas de la muralla, están cubiertas de losas de rodeno, siendo la cal y la piedra como elementos constructivos más utilizados en 1580.
La puerta estaba en la cara norte, presentando a la izquierda de la entrada un escudo en la piedra. Dentro del recinto estaba el gran patio y la construcción al fondo. También había un segundo patio, que albergaba caballerizas, herrerías y almacenes, en lo que actualmente se llama cisterna. Había una tercera puerta que daba a otro patio, que permitía acceder al núcleo o fortaleza en la que se encontraba la torre del homenaje.
Actualmente sólo se conservan aljibes y restos de muralla, pudiéndose ver cámaras huecas por debajo de las ruinas.